# Olga Nikitina
Olga Alekseyevna Nikitina (Lipetsk, 26 de novembro de 1998) é uma esgrimista russa, campeã olímpica.

## Carreira
Nikitina conquistou a medalha de ouro nos Jogos Olímpicos de Verão de 2020 em Tóquio como representante do Comitê Olímpico Russo ao lado de Sofia Pozdniakova e Sofya Velikaya, após derrotar as francesas Sara Balzer, Cécilia Berder, Manon Brunet e Charlotte Lembach na disputa de sabre por equipes.